# Västergarnsån

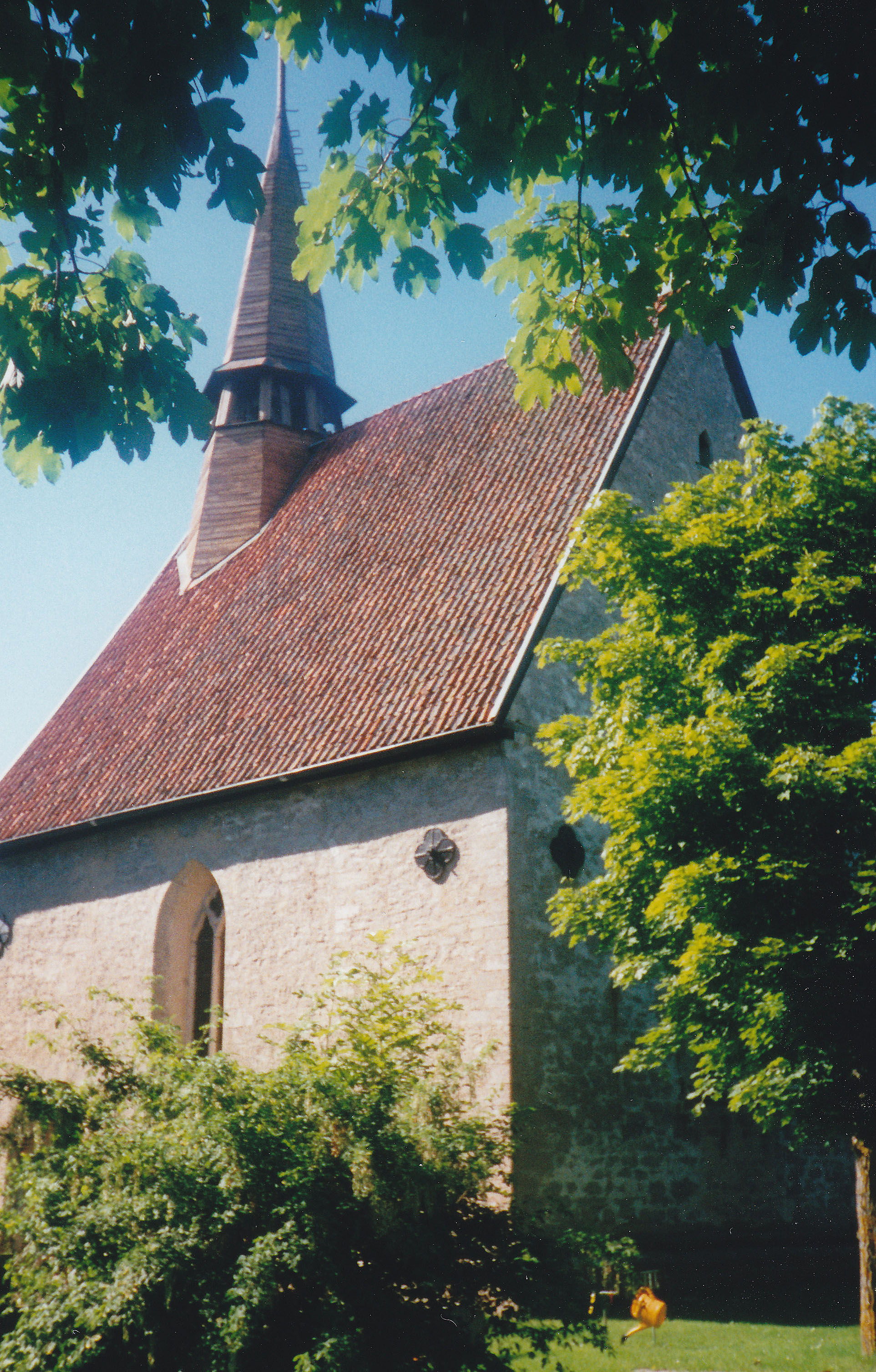
Västergarn kyrka

Västergarnsån is een van de (relatief) kleine riviertjes die het Zweedse eiland Gotland rijk is. Het riviertje staat bekend om haar grote mate van vervuiling, het kent een hoog percentage aan stikstof en fosfor. De oorzaak is het gebruik van (kunst)mest in de omgeving van de rivier, de mest laat bovendien het riviertje dichtslibben met (resten van) planten. Bij de monding wordt de rivier breder, maar niet eerder dan dat het door een voormalige baai, nu meer,  Paviken is gestroomd. De monding is archeologisch interessant. Er zijn resten van bruggen etc. gevonden die terug te herleiden zijn tot de Vikingen, rond het jaar 1000. De rivier is genoemd naar het dorp(je) Västergarn, alwaar op de oostelijke oevers de kerk van Västergarn te vinden is.